# 275e régiment de fusiliers motorisés de la Garde
Pour les articles homonymes, voir 275e régiment.
Le 275e régiment de fusiliers motorisés de la Garde (en russe : 275-й гвардейский мотострелковый полк, abrégé 275 гв. мсп), de son nom complet le 275e régiment de fusiliers motorisés de la Garde de l'ordre de Souvorov (en russe : 275-й гвардейский мотострелковый ордена Суворова полк), est une unité des forces terrestres russes (n° d'unité ?).
L'unité fait partie de la 18e division de fusiliers motorisés de la Garde du 11e corps d'armée, basée à Goussev dans le district militaire ouest.

## Historique
Son histoire remonte à la création en 1939 du 418e régiment d'infanterie au sein de la 133e division d'infanterie de l'Armée rouge ouvrière et paysanne.
Le 17 mars 1942, le 418e régiment est réorganisé en 51e régiment de fusiliers de la Garde dans le cadre de la 18e division de fusiliers motorisés de la Garde de l'Armée rouge,.
Le régiment achève la Seconde Guerre mondiale en Prusse-Orientale. En 1945, le 51e régiment est réorganisé en 95e régiment mécanisé de la Garde de la 30e division mécanisée de la Garde. L'unité est alors basée en Tchécoslovaquie. Après l'effondrement de l'URSS, elle est retirée dans l'oblast de Kaliningrad.
Le 25 juin 1957, l'unité est réorganisée en 275e régiment de fusiliers motorisés de la Garde au sein de la 30e division de fusiliers motorisés de la Garde, avant sa dissolution en 2001. 
En 2021, le 275e régiment est reformé dans le cadre de la 18e division de fusiliers motorisés de la Garde.
En 2023, dans le cadre de l'invasion de l'Ukraine par la Russie, ses détachements opérationnels sont engagés au combat lors de la seconde bataille de Koupiansk.